# Power Rangers: Strážci vesmíru
Power Rangers: Strážci vesmíru (v anglickém originále Power Rangers) je americký superhrdinský film z roku 2017, který byl inspirován stejnojmenným superhrdinským týmem. Režie se ujal Dean Israelite a scénáře John Gatins. Je třetím filmem o Strážcích vesmírů a rebootem původního seriálu s novým obsazením. Hlavní role hrají Dacre Montgomery, Naomi Scott, RJ Cyler, Becky G, Ludi Lin, Bill Hader, Bryan Cranston a Elizabeth Banksová. Ve filmu Zordon rekrutuje pět středoškoláků, aby zastavili hrozbu mimozemšťanů, které vede čarodějnice Rita Repulsa.
Měl premiéru v Regency Village Theater v Los Angeles 22. března 2017. V kinech se ve Spojených státech amerických začal promítat 24. března 2017. V České republice měl premiéru 6. dubna 2017.

## Obsazení
| Dacre Montgomery   | Jason Scott / Červený strážce  |
| Naomi Scott        | Kimberly Hart / Růžový strážce |
| RJ Cyler           | Billy Cranston / Modrý strážce |
| Becky G            | Trini / Žlutý strážce          |
| Ludi Lin           | Zack / Černý strážce           |
| Bill Hader         | hlas Alfy 5                    |
| Bryan Cranston     | hlas Zordana                   |
| Elizabeth Banksová | Rita Repulsa                   |
| David Denman       | Sam Scott, otec Jasona         |
| Caroline Cave      | Beverly Scott, matka Jasona    |
| Anjali Jay         | Maddy Hart, matka Kimberly     |
| Patrick Sabongui   | otec Trini                     |
| Erica Cerra        | matka Trini                    |
| Kayden Magnuson    | Pearl Scott, sestra Jasona     |
| Sarah Grey         | Amanda Clark                   |
| Emily Maddison     | Rebecca                        |
| Jaime Callica      | strážník Bebe                  |
| Matt Shively       | Damo                           |
| Gerry Chalk        | kapitán Bowen                  |
| Fred Tatasciore    | hlas Goldara                   |

Jason David Frank a Amy Jo Johnson, hvězdy původního seriálu, si zahráli obyvatele Angel Grove.

## Produkce
Saban Capital Group a Lionsgate oznámili produkci filmu v květnu 2014 s Roberto Orcim původně připojeným jako producentem. Ashley Miller a Zack Stentz byli najati, aby k filmu napsali scénář. Orci nakonec projekt opustil kvůli práci na filmu Star Trek: Do neznáma. 10. dubna 2015 oznámil web TheWrap, že se Dean Israelite pravděpodobně připojí k filmu jako režisér.

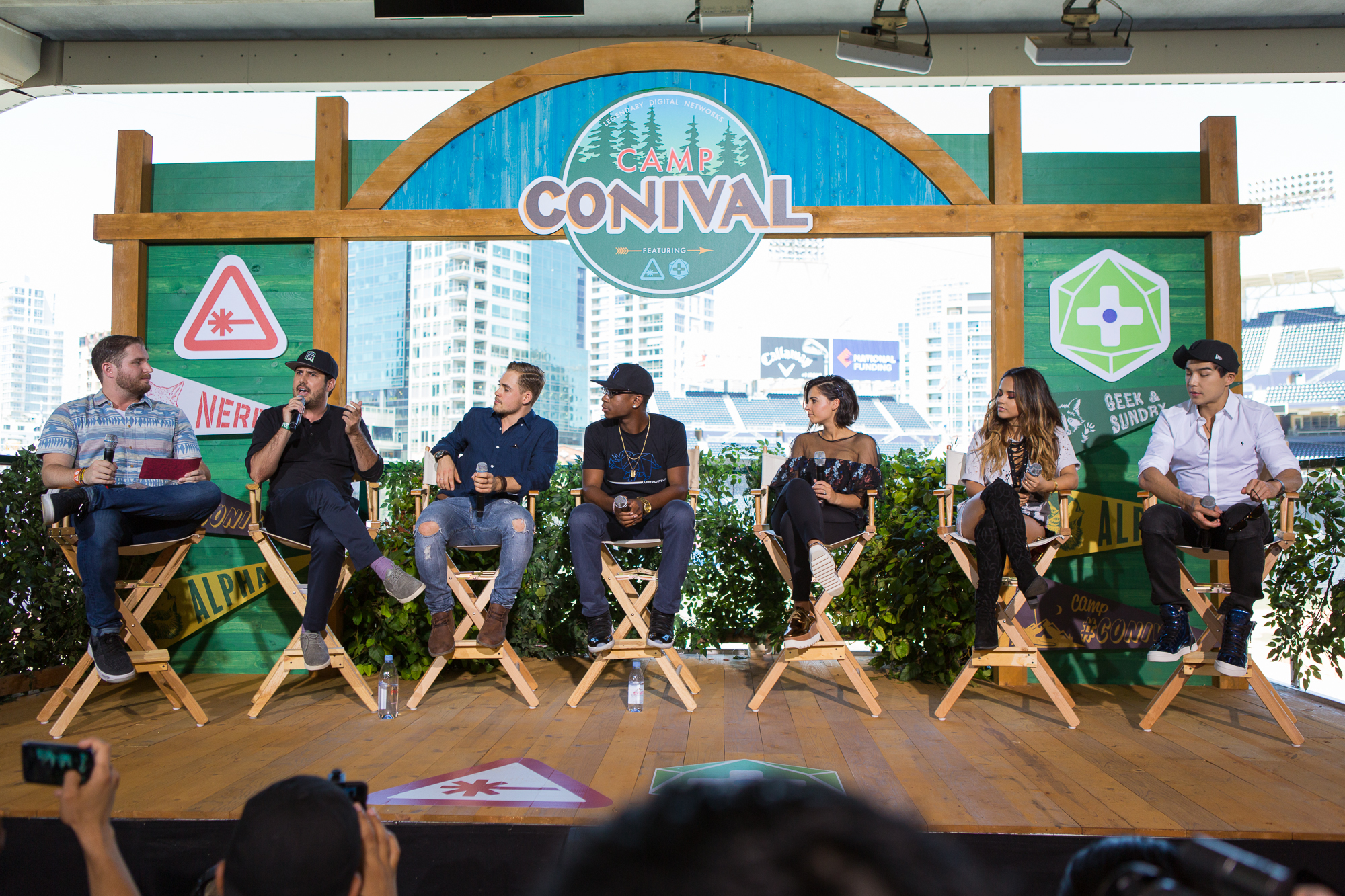
Obsazení filmu na Comic-Conu v San Diegu v roce 2016, zleva: Dacre Montgomery, RJ Cyler, Naomi Scott, Becky G a Ludi Lin

### Casting
7. října 2015 byla Naomi Scott obsazena do role Kimberly. Nováčci Dacre Montomery, Ludi Lin a RJ Cyler byli obsazeni jako Jason, Zack a Billy. Na konci měsíce byla vybrána Becky G do role Trini. 30. října bylo potvrzeno, že Strážci budou mít stejná první jména jako v původním televizním seriálu. 2. února 2016 bylo oznámeno, že Elizabeth Banksová si zahraje Ritu Repulsu. O čtyři měsíce později se k filmu připojil Bryan Cranston, který svůj hlas propůjčil Twin Manovi a Snizardovi v původním seriálu a bylo oznámeno, že byl obsazen do role Zordona. Na konci září bylo potvrzeno obsazení Billa Hadera do role Alfy 5. Během newyorského Comic-Conu bylo potvrzeno, že se Goldar objeví ve filmu. V březnu 2017 bylo potvrzeno, že si Amy Jo Johnson a Jason David Frank, kteří hráli v původním seriálu role Kimberly a Tommyho, zahrají cameo role v seriálu.

### Natáčení
Natáčet mělo původně začít v lednu 2016, ale bylo posunuto na 29. února. Natáčet se začalo ve Vancouveru. 28. května 2016 bylo natáčení dokončeno. V říjnu 2016 se dotáčely některé scény.

## Přijetí

### Tržby
Ve Spojených státech amerických a v Kanadě měl film premiéru společně s filmy Život, CHiPs a Wilson a byl projektován výdělek 30 až 35 milionů dolarů z 3 693 kin za první víkend. Za čtvrteční premiérový večer snímek vydělal 3,6 milionů dolarů z 2 700 kin.

### Recenze
Na recenzní stránce Rotten Tomatoes získal z 88 započtených recenzí 45 procent s průměrným ratingem 5 bodů z deseti. Na serveru Metacritic snímek získal z 27 recenzí 44 bodů ze sta.